# 日本国际广播电台
日本国际广播电台（日語：NHKワールド・ラジオ日本）是日本的一家国际广播电台，属日本广播协会（NHK）对海外广播业务（NHK日本国际传媒）的一部分。

## 概要
1935年（昭和10年）6月1日，日本国际广播开播，当时称为“日本海外广播”，使用英语和日语向北美西部和夏威夷地区播出了1小时的节目。现在的日本广播协会的前身——社团法人日本广播协会——在海外广播刚开始时，使用的呼号为「東京廣播電台」（ラジオ・トウキョウ，Radio Tokyo），当时并没有定为正式台呼。直到1941年（昭和16年）才将其确定为正式的台呼。
社团法人日本广播协会的对外国际广播，在二战结束后的1945年（昭和20年）9月根据驻日盟军总司令部的命令而停止运作。1950年（昭和25年），《广播法》（放送法）实施，社团法人日本广播协会遭解散，其业务被新成立的特殊法人「日本广播协会」（NHK）所继承。
1952年（昭和27年）2月，开始以「日本廣播電台」（ラジオニッポン，Radio Japan）为台呼重新开始对外進行包括日语在内的国际广播。1996年（平成8年）NHK进行机构改革，其海外广播业务被划分由「NHK环球广播网 日本国际广播电台」（NHKワールド・ラジオ日本）負責，以18种不同的语言进行对外广播。

## 现况
NHK环球广播网的广播业务分为兩類，除了使用日语和英语对全球进行综合广播外，也在不同地区进行相应、针对性的区域广播，其对外日语广播节目大多与NHK广播第1频率同步。NHK环球广播网同时通过因特网发布多语种的新闻。
NHK的国际广播节目，由于短波信号反射的缘故，在日本国内大部地区反而有收听上的困难，但在部分地区仍可接收到信号。部分听众是通过接收日本国外的中继站发射信号来收听，故在日本国内也拥有忠实听众。从2025年3月21日播出的节目开始，NHK日本国际传媒各语言节目组已停止向发送收听报告的听众邮寄收听证明卡，即受信確認證（ベリカード，可视为广播电台业内的QSL卡）。
针对发达国家和地区的卫星电视、有线电视及互联网电视迅速发展普及这一状况，NHK更制订新计划，加强NHK节目在发达国家及地区的互联网及卫星电视之覆盖率。自2007年10月1日开始，NHK环球广播网停止对欧洲（俄罗斯除外）、北美與夏威夷地区的日语广播，逐漸消減对发达国家及地区的广播。
日本国际广播电台现有18种语言对外广播，节目开始曲为日本民歌《樱花》，在节目正式播放之前会播放的钟声。

## 沿革
- 1930年10月27日 与其他国际电台进行节目交换播出
- 1934年4月29日 名崎发射台启用
- 1934年6月1日 开始向满洲及台湾用短波频率定时转播日本国内广播节目
- 1935年6月1日 开始向北美西部、夏威夷地区进行海外广播（当时社团法人日本广播协会的英文全称为The Broadcasting Corporation Of Japan）
- 1937年4月1日 开始对外进行法语广播（同年4月2日德语，8月3日西班牙语、8月23日汉语），最初对外广播时使用的呼号为「东京广播电台」（ラジオ・トウキョウ，Radio Tokyo）。
- 1938年1月3日 开始对外进行葡萄牙语广播 （同年8月15日荷兰语）
- 1940年6月1日 对外开始印地语广播（同年6月3日缅甸语、泰语，8月1日广东话）
- 1940年11月1日 八俣发射站启用
- 1941年1月1日 对外开始阿拉伯语、意大利语、福建话、马来语广播（同年12月18日他加禄语）
- 1941年1月正式将“东京广播电台”（ラジオ・トウキョウ，Radio Tokyo）确定为对外广播呼号。
- 1942年4月1日 对外使用泰米尔语进行广播（同年8月16日土耳其语、10月11日波斯语、12月3日乌尔都语、12月5日俄语）
- 1943年7月2日  对外使用孟加拉语广播（同年8月1日古吉拉特语）
- 1945年8月15日 对海外进行玉音放送
- 1945年9月4日 遵照驻日盟军总司令部的命令，停止对外的外国语广播；10日，停止对外的日语广播。
- 1950年6月1日 广播法实施，解散社团法人日本广播协会。新成立日本广播协会，将其作为特殊法人继承社团法人日本广播协会一切权利和义务。
- 1952年2月1日 重新开始对外广播，使用呼号为「日本广播电台」（ラジオニッポン，Radio Japan）。

## 播出语言
日语、英语、汉语、朝鲜语、法语、俄语、西班牙语、葡萄牙语、阿拉伯语、泰语、越南语、缅甸语、印尼语、印地语、孟加拉语、乌尔都语、波斯语、斯瓦西里语

## 华语广播
每天从东京播出9次，共计170分钟华语广播节目（下午广播1次，时长20分钟。晚上广播8次，每次时长20分钟或10分钟），日本时间15:10分为新闻节目首播，其余时间为重播。

### 节目
- 新闻（每天9分钟，日本时间每天15:10分更新。[6]此前每天13:00一节新闻为直播，但在2024年8月19日有播音员在节目中支持中国对钓鱼岛（日本稱尖閣諸島）的领土主张、抗议日本历史修正主义后改为录播）
- 简明日语（每天，10分钟，重复循环播放）[6]
- 知晓新闻学日语（2025年3月30日起停止更新，提供线上收听）
- 波短情长（逢周末播出，每月2期，20分钟）[6]
- 东瀛生活（逢周末播出，每月1期，20分钟）[6]
- 加藤老师来开讲（波短情长节目中的小栏目，由加藤彻主持）
- 波短情长-月刊刘Seira（每月最后一周周末播出1期，20分钟）[6]
- 简明日语Plus（停止更新，提供线上收听）
- 探秘日本之美（停止更新，提供线上收听）

### 主持人
桐岛芳子（日本华人）、河本佳世、加藤彻、文育、江川进一、李茜、华宁、刘Seira、尚鹰、英暉、奕宁、楚岚、钟林、柳晨、李轶伦

### 华语广播时间及频率表
- 2025年3月30日至2025年10月26日[5]，时区：UTC+8
- 目标区：中国/亚洲大陆

| 播音時間 (UTC+8) | 播音频率  |
| 14:10-14:30      | 15195 kHz |
| 18:00-18:20      | 7375 kHz  |
| 19:20-19:40      | 11660 kHz |
| 20:00-20:20      | 11660 kHz |
| 20:40-21:00      | 11660 kHz |
| 21:20-21:40      | 11660 kHz |
| 22:00-22:20      | 9560 kHz  |
| 22:40-22:50      | 9560 kHz  |
| 23:30-23:50      | 11910 kHz |

另外，从2018年1月14日至2019年3月31日，香港新城知讯台每天23:05-23:35播出NHK华语节目，次日6:29-6:59重播，有关安排已于2019年4月1日结束。

## 发射台及在日本國外的播送
日本国际广播电台在日本国内的播放基地，是位於茨城县古河市东山田的八俣发射台，這個由NHK向KDDI租借設施運作的發射台設有300千瓦发射机7部，100千瓦发射机4部，主要是播放日本国际广播电台及英国BBC世界台的內容（中文广播已于2011年3月25日停止转播），除此之外也有法国国际广播电台、加拿大国际广播电台（从2012年6月25日起停止短波广播）、对朝鲜播出的潮风电台（しおかぜ，針對日本人疑似遭朝鮮特工綁架事件而由民間團體在2005年時開播的特殊電台）、“故乡的风”（日语节目台呼，韩语节目台呼为“日本的风”）等广播电台的节目。目前由于英国BBC加拿大国际广播电台和法国国际广播电台的中文短波广播相继结束，该发射台只负责发射NHK和潮风电台、故乡的风电台的广播。
在日本國外的播放方面，日本國際廣播電台的節目是以當地電台轉播的方式，在新加坡、英国、法国、德国與加拿大等國播放。在俄罗斯莫斯科（中波738千赫），亚美尼亚（中波1350千赫），印尼雅加达（调频89.2兆赫），孟加拉达卡（调频97.6兆赫），巴勒斯坦杰宁（调频89.3兆赫）、拉马拉（调频107.2兆赫），阿富汗喀布尔與赫拉特（调频88.0兆赫），塔吉克斯坦（中波900千赫）等地區或城市有直接廣播。除此之外，也在中美洲加勒比海的波内赫岛上租用短波中继站，对中美洲及南美洲进行广播，发射功率为250千瓦。。
此外，NHK的國內二台（NHK廣播第2頻率）也会播出由日本国际广播电台制作的外语节目，其中在东京时间每天下午會播出10-15分钟長的華語新闻，每周六、日下午播出华语节目《日本百科》（日語：日本ジャーナル）。